# Kliny (Leżachów)
Kliny – część wsi Leżachów w Polsce położona w województwie podkarpackim, w powiecie przeworskim, w gminie Sieniawa, w sołectwie Leżachów
W latach 1975–1998 miejscowość położona była w województwie przemyskim.
Kliny są położone przy drodze do Sieniawy i obejmują 16 domów. Obok w północnej części Leżachowa znajduje się wzniesienie Góra Kamień na wysokości 193 m n.p.m., na którym jest prywatny pałac.